# Alipur Chatha
Alipur Chatha ou Ali Pur Chattha (en ourdou : علی پور چٹھہ) est une ville pakistanaise, située dans le district de Gujranwala, dans le nord de la province du Pendjab.
La ville contient les ruines de l'ancienne cité Akalgarh. La nouvelle ville a été fondée en 1867, et se situe sur la liaison de chemin de fer Wazirabad-Lyallpur.
La population de la ville a été multipliée par plus de quatre entre 1972 et 2017 selon les recensements officiels, passant de 14 090 habitants à 60 989. Entre 1998 et 2017, la croissance annuelle moyenne s'affiche à 2,3 %, légèrement inférieure à la moyenne nationale de 2,4 %. Selon le recensement de 2023, la population de la ville monte à 76 964 habitants.
|            | 1972 (rec.) | 1981 (rec.) | 1998 (rec.) | 2017 (rec.) | 2023 (rec.) |
| ---------- | ----------- | ----------- | ----------- | ----------- | ----------- |
| Population | 14 090      | 20 905      | 39 547      | 60 989      | 76 964      |